# Chloroclystis rostrata
Chloroclystis rostrata là một loài bướm đêm trong họ Geometridae.